# Taizhou (Jiangsu)
Taizhou (en chino, 泰州; pinyin, Tàizhōu) es una ciudad-prefectura en la provincia de Jiangsu, República Popular China. Situada en la orilla norte del río Yangtsé. Limita al norte con Yancheng,al este con Nantong y al oeste con Yangzhou. Su área es de 5787 km² y su población total para 2020 superó los 4,5 millones de habitantes.

## Administración
La ciudad-prefectura de Taizhou está conformada por 6 localidades que se administran en 3 distritos urbanos y 3 ciudades suburbanas.
| Mapa                                               | Mapa   | Mapa          | Mapa             | Mapa       | Mapa     |
| -------------------------------------------------- | ------ | ------------- | ---------------- | ---------- | -------- |
| Hailing Gaogang Jiangyan Xinghua Jingjiang Taixing |        |               |                  |            |          |
| Subdivisión                                        | Hanzi  | Pinyin        | población (2020) | Área (km2) | Densidad |
| Urbano                                             |        |               |                  |            |          |
| Distrito Hailing                                   | 海陵区 | Hǎilíng Qū    | 577,016          | 306.5      | 1,883    |
| Suburbano                                          |        |               |                  |            |          |
| Distrito Gaogang                                   | 高港区 | Gāogǎng Qū    | 258,590          | 281.7      | 918.0    |
| Distrito Jiangyan                                  | 姜堰区 | Jiāngyàn Qū   | 668,408          | 857.5      | 779.5    |
| Ciudades satélites                                 |        |               |                  |            |          |
| Ciudad Jingjiang                                   | 靖江市 | Jìngjiāng Shì | 663,408          | 665.2      | 997.3    |
| Ciudad Taixing                                     | 泰兴市 | Tàixīng Shì   | 994,445          | 1,173      | 847.8    |
| Ciudad Xinghua                                     | 兴化市 | Xīnghuà Shì   | 1,128,204        | 2,396      | 470.9    |
| Total                                              | Total  | Total         | 4,512,762        | 5,799      | 778.2    |

## Historia
Taizhou se llamaba Haiyang en el periodo Primaveras y Otoños durante la Dinastía Han del Oeste. Fue nombrada condado en el año 117 a. C. Fue destacada durante la Dinastía Jin Oriental a la par con ciudades como Jinling (Nankín) y Guangling (Yangzhou). Fue nombrada " ciudad prefectura de Taizhóu" en la Dinastía Tang, que significa país pacífico. El nombre de la ciudad se ha mantenido durante 2100 años.
Taizhóu se independizó de su vecina más grande Yangzhou en el siglo X. Bajo la Dinastía Ming, fue un centro de comercio de sal, y al igual que Yancheng, era el hogar de muchos comerciantes de sal. En 1952, un canal fue construido para vincular la ciudad con el Río Yangtsé.
Con una historia de más de 2100 años, Taizhóu tiene la reputación de "antiguo condado de las dinastías Han y Tang ". A través del tiempo, se han visto unidos a grandes talentos y comerciantes famosos. Siempre fue un centro político, económico, cultura y de transporte en Jiangsu. Es también la ciudad natal de grandes maestros artísticos como Shi Nai'an, Banqiao Zheng, y Mei Lanfang, etc, es el lugar de nacimiento de la Armada del Ejército Chino de Liberación Popular. Ahora es una de las ciudades famosas,históricas y culturales de la provincia de Jiangsu.
Taizhóu, fue designada ciudad por el Gobierno Central en 1996.
En diciembre de 2012 la ciudad-condado Jiangyan se categoriza como ciudad-distrito.

## Clima
La ciudad es una vasta llanura fluvial formada por el río Huaihe y el río Yangtze. El terreno de Taizhóu es plano y se inclina de norte a sur.
Taizhóu tiene un clima húmedo, y precipitaciones abundantes. El invierno es seco y frío y el verano es húmedo. Entre mayo y julio es el tiempo de precipitaciones, por lo que el clima es nublado y lluvioso.
| Parámetros climáticos promedio de Taizhou (1991–2020 estándar, extremas 1981–2010) | Parámetros climáticos promedio de Taizhou (1991–2020 estándar, extremas 1981–2010) | Parámetros climáticos promedio de Taizhou (1991–2020 estándar, extremas 1981–2010) | Parámetros climáticos promedio de Taizhou (1991–2020 estándar, extremas 1981–2010) | Parámetros climáticos promedio de Taizhou (1991–2020 estándar, extremas 1981–2010) | Parámetros climáticos promedio de Taizhou (1991–2020 estándar, extremas 1981–2010) | Parámetros climáticos promedio de Taizhou (1991–2020 estándar, extremas 1981–2010) | Parámetros climáticos promedio de Taizhou (1991–2020 estándar, extremas 1981–2010) | Parámetros climáticos promedio de Taizhou (1991–2020 estándar, extremas 1981–2010) | Parámetros climáticos promedio de Taizhou (1991–2020 estándar, extremas 1981–2010) | Parámetros climáticos promedio de Taizhou (1991–2020 estándar, extremas 1981–2010) | Parámetros climáticos promedio de Taizhou (1991–2020 estándar, extremas 1981–2010) | Parámetros climáticos promedio de Taizhou (1991–2020 estándar, extremas 1981–2010) | Parámetros climáticos promedio de Taizhou (1991–2020 estándar, extremas 1981–2010) |
| Mes                                                                                | Ene.                                                                               | Feb.                                                                               | Mar.                                                                               | Abr.                                                                               | May.                                                                               | Jun.                                                                               | Jul.                                                                               | Ago.                                                                               | Sep.                                                                               | Oct.                                                                               | Nov.                                                                               | Dic.                                                                               | Anual                                                                              |
| ---------------------------------------------------------------------------------- | ---------------------------------------------------------------------------------- | ---------------------------------------------------------------------------------- | ---------------------------------------------------------------------------------- | ---------------------------------------------------------------------------------- | ---------------------------------------------------------------------------------- | ---------------------------------------------------------------------------------- | ---------------------------------------------------------------------------------- | ---------------------------------------------------------------------------------- | ---------------------------------------------------------------------------------- | ---------------------------------------------------------------------------------- | ---------------------------------------------------------------------------------- | ---------------------------------------------------------------------------------- | ---------------------------------------------------------------------------------- |
| Temp. máx. abs. (°C)                                                               | 20.8                                                                               | 26.3                                                                               | 28.7                                                                               | 32.5                                                                               | 35.7                                                                               | 36.7                                                                               | 38.2                                                                               | 38.8                                                                               | 36.9                                                                               | 31.8                                                                               | 28.7                                                                               | 22.5                                                                               | '                                                                                  |
| Temp. máx. media (°C)                                                              | 6.8                                                                                | 9.4                                                                                | 14.1                                                                               | 20.5                                                                               | 25.9                                                                               | 28.8                                                                               | 31.9                                                                               | 31.3                                                                               | 27.5                                                                               | 22.4                                                                               | 16.1                                                                               | 9.5                                                                                | 20.4                                                                               |
| Temp. media (°C)                                                                   | 2.8                                                                                | 4.9                                                                                | 9.2                                                                                | 15.1                                                                               | 20.6                                                                               | 24.4                                                                               | 27.9                                                                               | 27.4                                                                               | 23.3                                                                               | 17.8                                                                               | 11.4                                                                               | 5.2                                                                                | 15.8                                                                               |
| Temp. mín. media (°C)                                                              | -0.3                                                                               | 1.5                                                                                | 5.3                                                                                | 10.6                                                                               | 16.2                                                                               | 20.8                                                                               | 24.7                                                                               | 24.5                                                                               | 20.1                                                                               | 14.1                                                                               | 7.8                                                                                | 1.9                                                                                | 12.3                                                                               |
| Temp. mín. abs. (°C)                                                               | -12.1                                                                              | -9.7                                                                               | -5.4                                                                               | -0.5                                                                               | 7.2                                                                                | 12.0                                                                               | 17.6                                                                               | 18.1                                                                               | 10.3                                                                               | 1.3                                                                                | -4.4                                                                               | -10.8                                                                              | '                                                                                  |
| Precipitación total (mm)                                                           | 44.7                                                                               | 45.7                                                                               | 76.8                                                                               | 67.0                                                                               | 89.1                                                                               | 159.8                                                                              | 199.3                                                                              | 168.7                                                                              | 85.4                                                                               | 57.5                                                                               | 51.9                                                                               | 36.6                                                                               | 1082.5                                                                             |
| Días de precipitaciones (≥ 0.1 mm)                                                 | 8.1                                                                                | 8.2                                                                                | 9.9                                                                                | 9.1                                                                                | 9.9                                                                                | 11.0                                                                               | 13.1                                                                               | 12.3                                                                               | 8.3                                                                                | 7.4                                                                                | 7.8                                                                                | 6.9                                                                                | 112                                                                                |
| Días de nevadas (≥ 1 mm)                                                           | 3.2                                                                                | 2.7                                                                                | 0.7                                                                                | 0                                                                                  | 0                                                                                  | 0                                                                                  | 0                                                                                  | 0                                                                                  | 0                                                                                  | 0                                                                                  | 0.3                                                                                | 1.0                                                                                | 7.9                                                                                |
| Horas de sol                                                                       | 136.8                                                                              | 135.2                                                                              | 160.4                                                                              | 188.0                                                                              | 195.6                                                                              | 152.5                                                                              | 191.6                                                                              | 199.3                                                                              | 175.5                                                                              | 175.5                                                                              | 150.7                                                                              | 146.1                                                                              | 2007.2                                                                             |
| Humedad relativa (%)                                                               | 74                                                                                 | 74                                                                                 | 72                                                                                 | 71                                                                                 | 72                                                                                 | 78                                                                                 | 82                                                                                 | 83                                                                                 | 80                                                                                 | 75                                                                                 | 75                                                                                 | 74                                                                                 | 75.8                                                                               |
| Fuente: Administración Meteorológica de China                                      |                                                                                    |                                                                                    |                                                                                    |                                                                                    |                                                                                    |                                                                                    |                                                                                    |                                                                                    |                                                                                    |                                                                                    |                                                                                    |                                                                                    |                                                                                    |

## Ciudades hermanadas
Taizhou (Jiangsu) está hermanada con las siguientes ciudades:
| - Barrie; - Eumseong; - Huy; - Kotka; - Latrobe; | - Newport News; - Wellington; - Zaragoza; |